# 纬五路 (郑州)
纬五路是河南省郑州市金水区的一条道路，东起未来路，西至经八路，长3.56公里，宽12米。

## 历史
纬五路始建于20世纪50年代，于1956年命名。
1955年2月，河南省人民医院由开封迁至位于纬五路东段的现址。
1978年，郑州市筹建无轨电车系统，在纬五路49号设置电车调度停车场（现公交电车公司）。1979年101路电车开通，途径纬五路东段。
2004年，郑州市对纬五路进行拓宽改造。